# 西巴布亚共和国
西巴布亚共和国是西巴布亚地区1960年代去殖民化进程中提议成立的国家。自荷属东印度停止存在、印度尼西亚独立之后，荷兰直接统治原荷属东印度的新几内亚部分——荷属新几内亚，这里计划成为一个独立国家。1959年，在荷属新几内亚全境进行选举，并于1961年4月5日成立西巴布亚议会。这遭致印度尼西亚的反对，不久印尼入侵西巴布亚。1963年5月1日，联合国决定将西巴布亚主权移交印尼。此后，西巴布亚被印度尼西亚先后称为西伊里安、伊里安加雅以及巴布亚。今日，西巴布亚地区为印尼的两个省：巴布亚省和西巴布亚省。西巴布亚共和国独立的提议获得瓦努阿图和所罗门群岛的支持。2010年，瓦努阿图议会通过“我们的亲密朋友”的议案，表示了瓦努阿图官方外交政策对西巴布亚独立的认可。瓦努阿图议会同时提议将西巴布亚列为美拉尼西亚先锋集团和太平洋岛国论坛的观察员。今日的自由巴布亚运动便是谋求建立西巴布亚共和国。